# Jamsjiid Bin Abdalla
Sayyid Jamsjiid Bin Abdalla (Zanzibar, 16 september 1929 – Muscat, 30 december 2024) was de laatste sultan van het sultanaat Zanzibar en Pemba (juli 1963 – januari 1964). 
Jamsjiid volgde op 1 juli 1963 zijn vader, sultan Sayyid Abdalla Bin Khalifa II op. Op 10 december 1963 werd Zanzibar een onafhankelijk sultanaat en kwam er een einde aan zijn koloniale status onder de Britten. Er kwam een gematigd-islamitische en reformistische coalitie-regering van de ZNP/ZPPP aan de macht. Op 12 januari 1964 werd sultan Jamsjiid bij een staatsgreep afgezet, en de regering vervangen door een panafrikaanse onder leiding van sjeik Abeid Karume, waarna de 'Volksrepubliek Zanzibar en Pemba' werd uitgeroepen. 
De sultan woonde sindsdien tot september 2020 in ballingschap in Groot-Brittannië, waarna hij naar Oman emigreerde.
Jamsjiid overleed op 30 december 2024 op 95-jarige leeftijd.